# Hob (Computerspiel)
Hob ist ein Action-Adventure, das von dem US-amerikanischen Entwicklerstudio Runic Games entwickelt und herausgegeben wurde. Am 26. September 2017 erschien das Spiel für die PlayStation 4 und für Windows. Eine erweiterte Version des Spiels für die Nintendo Switch namens Hob: The Definitive Edition wurde von Panic Button entwickelt und am 4. April 2019 von Perfect World herausgegeben.

## Spielprinzip und Handlung
Hob ist ein Action-Adventure mit Jump-’n’-Run- sowie Puzzle-Elementen. Der Spieler steuert den Protagonisten Hob durch eine Welt, die von einer Vielzahl an Tieren bewohnt und von Pflanzen überwachsen ist. Der Untergrund dieser Welt besteht jedoch aus Maschinen und Zahnrädern. Im Laufe des Spiels löst der Spieler verschiedene Rätsel und aktiviert im Anschluss an diese Maschinen, sodass sich in der Spielwelt weitere Plattformen erheben, die der Spieler erkunden kann.
Zu Beginn des Spiels wird die Welt von einer giftigen Wolke bedroht. Als Hob mit dieser in Kontakt kommt, muss sein Arm amputiert werden und stattdessen erhält er eine mechanische Prothese. Gegner kann der Spieler mit einem Schwert angreifen, Schilde der Gegner mit einem Schlag mit dem mechanischen Arm zerstören. Im Laufe des Spiels sammelt der Spieler Geld und kann somit sein Schwert verbessern und weitere Fähigkeiten und Angriffe freischalten.

## Entwicklung und Veröffentlichung
Hob wurde von Runic Games entwickelt und herausgegeben. Wie weitere von Runic Games entwickelte Spiele basiert Hob auf der Grafik-Engine OGRE. Komponist des Soundtracks des Spiels war Matt Uelmen, der zuvor schon für die Spiele Torchlight und Torchlight II von Runic Games Musik komponiert hatte.
Runic Games kündigte auf der Computerspielmesse PAX Prime im August 2015 an, dass Hob für den PC sowie für weitere Videospielkonsolen erscheine. Allerdings gaben sie zu diesem Zeitpunkt noch kein Veröffentlichungsdatum an. Im August 2017 enthüllte Runic Games schließlich das Veröffentlichungsdatum, sodass Hob am 26. September 2017 für die PlayStation 4 und für Microsoft Windows erschien.
Im März 2019 wurde eine erweiterte Portierung des Spiels für die Nintendo Switch unter dem Titel Hob: The Definitive Edition angekündigt. Diese wurde von Panic Button entwickelt und erschien am 4. April 2019. Da Runic Games im November 2017 geschlossen wurde, war das Mutterunternehmen Perfect Games der Herausgeber dieser Version des Spiels.

## Rezeption
Hob erhielt größtenteils gemischte bis positive Wertungen. Die PC-Version des Spiels erhielt auf Metacritic – basierend auf 29 Rezensionen – eine Wertung von 76 %. Die Version des Spiels für die PlayStation 4 erhielt – basierend auf 18 Rezensionen – eine Wertung von 79 %. Hob: The Definitive Edition für die Nintendo Switch erhielt – basierend auf 18 Rezensionen – eine Wertung von 76 %.
Leif Johnson von IGN mochte die Ästhetik von Hob und nannte die im Spiel dargestellten Landschaften „atemberaubend“ (“stunning”). Er lobte das Kampfsystem des Spiels, das er als abwechslungsreich bezeichnete. Hingegen kritisierte er, dass das Spiel keine Dialoge verwende, sondern nur auf Gestik und Mimik der Charaktere zurückgreife, um die Handlung zu erzählen. Dadurch wisse man oft nicht, was das Ziel des Spiels ist und wohin man als Nächstes gehen solle.
Dom Reseigh-Lincoln von Nintendo Life lobte in Hob: The Definitive Edition, dass Panic Button in dieser Portierung technische Fehler in der Führung der Kamera behoben habe und die langen Ladezeiten der ursprünglichen Version des Spiels bemerklich gekürzt worden seien.